# Die Liegende

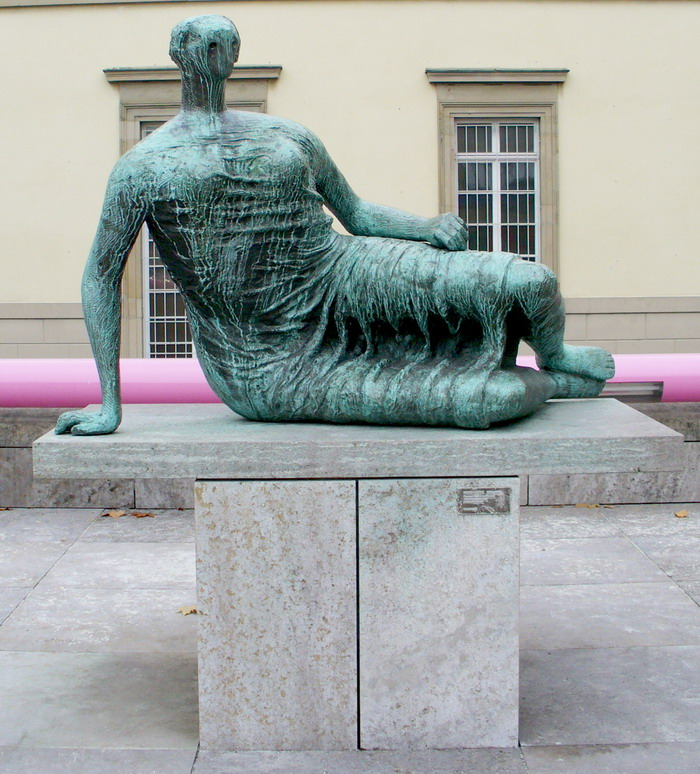
Die Liegende von Henry Moore in Stuttgart

Die Liegende ist ein Motiv der bildenden Kunst. Es wird eine weibliche Person in liegender Körperhaltung dargestellt.
Beispiele hierfür sind:
- Die Liegende von Henry Moore
- Two-Piece Reclining Figure: Points von Henry Moore, München
- Liegende von Hans Martin Ruwoldt vor dem Bezirksamt Nord in Hamburg
- Ägina von Gerhard Marcks im Theatergarten in den Bremer Wallanlagen
- Die Nackte liegende Frau ist ein Gemälde von Ernst Ludwig Kirchner aus dem Jahr 1931.